# Korpilahti

Cảnh Korpilahti nhìn từ đỉnh núi Oravivuori

Korpilahti là một đô thị của Phần Lan.
Vị trí ở tỉnh Tây Phần Lan trong vùng Trung Phần Lan. Đô thị này có dân số 5.016 người (2003).
Korpilahti có diện tích 794,62 km² trong đó có 177,44 km² là diện tích mặt nước. Mật độ dân số là 6.3 người trên mỗi km².
Dân đô thị này chỉ sử dụng tiếng Phần Lan Trước đây, tên đô thị này là "Korpilax" trong các tài liệu tiếng Thụy Điển, nhưng ngày nay có tên "Korpilahti" cũng trong tiếng Thụy Điển. Korpilahti là một trong những đô thị nghèo nhất Phần Lan với tỷ lệ thất nghiệp 14,4% (2002).
Korpilahti có khoảng 200 hồ. Có một dự án thủy điện tích năng ở Vaaruvuori gần hồ Päijänne nhưng các nhà hoạt động môi trường đã phản đối và dự án đã không được triển khai.